# Янг, Джордж
Джордж Рэдбёрн Янг (6 ноября 1946, Глазго, Шотландия — 22 октября 2017, Сингапур) — шотландский и австралийский рок-музыкант и продюсер звукозаписи, наиболее известный, как член австралийской рок-группы 1960-х годов The Easybeats. Также знаменит как соавтор международных хитов «Friday on My Mind» и «Love Is in the Air» и как продюсер и некоторое время басист австралийской рок-группы AC/DC, созданной его братьями Малькольмом и  Ангусом.

## Биография

### Ранние годы
Джордж Рэдбёрн Янг родился 6 ноября 1946 года в Глазго, Шотландия. Отец Янга, Уильям Янг (род. 16 февраля 1911 года), и его семья жили по адресу Скерривор-роуд, 6, в районе Крэнхилл города Глазго в Шотландии. В 1940 году Уильям поступил на службу в Королевские военно-воздушные силы, а во время Второй мировой войны ремонтировал авиационные двигателя. После войны он работал разнорабочим на стройке, а затем почтальоном. Его жена, мать Янга, Маргарет (род. 14 июля 1913 года, её девичья фамилия также была Янг), была домохозяйкой.
Зима 1962–1963 годов была самой суровой за всю историю наблюдений в Шотландии, выпало 8 футов (2,44 метра) снега. В это время по телевизору рекламировали путешествия для семей в Австралию, где их ждёт другая жизнь. 15 членов семьи Янгов покинули Шотландию самолётом в конце июня 1963 года.
Сначала Джордж жил в общежитии в хижинах Ниссена для мигрантов в Виллавуде, в пригороде Сиднея. Позже семья Янгов переехала в двухэтажный дом.

### The Easybeats (1964–1969)
Джордж Янг начал свою музыкальную карьеру в Сиднее. В конце 1964 года он создал бит-группу The Easybeats, в которой сам играл на ритм-гитаре вместе с басистом Диком Даймондом, барабанщиком Гордоном «Снежком» Флитом, соло-гитаристом Гарри Вандой и вокалистом Стиви Райтом. Все пятеро участников были из семей иммигрантов, прибывших в Австралию из Европы.
Помимо выступлений и записей, Янг был соавтором почти всех их треков. Первые 10 лучших хитов в австралийском чарте синглов для the Easybeats были написаны Янгом в соавторстве с Райтом. Группа распалась в Великобритании в конце 1969 года.
Джордж женился на Сандре Рэмси в Лондоне в 1969 году.

### Вандаи Янг
После распада Easybeats в 1970 году Янг вместе с Вандой сформировал продюсерский и авторско-песенный дуэт Vanda & Young. Они писали поп- и рок-песни для себя и других исполнителей под разными сценическими именами: Paintbox, Tramp, Eddie Avana, Moondance, Haffy's Whiskey Sour и Band of Hope. Пара работала со старшим братом Янга, Алексом. Джордж и Ванда вернулись в Сидней в 1973 году, где работали с Тедом Альбертом в его студии звукозаписи Albert Productions.
В 1973 году братья Джорджа Малькольм и Ангус Янги сформировали хард-рок-группу AC/DC. Джордж помог им с группой, спродюсировав с Вандой их ранние альбомы High Voltage (1975), T.N.T. (1975), High Voltage (1976), Dirty Deeds Done Dirt Cheap (1976), Let There Be Rock (1977) и Powerage (1978). Янг также был басистом AC/DC в начале их карьеры. Позже он и Ванда были сопродюсерами песни Who Made Who с альбома Who Made Who (1986) и двух инструментальных треков на альбоме Blow Up Your Video (1988). В 2000 году Янг в одиночку занимался продюсированием альбома Stiff Upper Lip (2000).
В середине 1976 года Янг сформировал группу Flash and the Pan, в котором он играл на гитаре, клавишных и пел, а Ванда играл на гитаре и клавишных. Они вошли в топ-10 местных хитов в чарте синглов Kent Music Report с песнями «Hey, St. Peter» и «Down Among the Dead Men». На девятом сингле группы «Waiting for a Train» ведущий вокал исполнил их бывший коллега по группе Стиви Райт.
Ванда и Янг также были сопродюсерами работ для Райта, Джона Пола Янга, the Angels и Rose Tattoo.
После ухода из музыкальной индустрии в 1990-х годах Янг жил в Португалии со своей семьёй. Последние годы он провёл в Сингапуре.

### Смерть
Джордж Янг умер в Сингапуре 22 октября 2017 года в возрасте 70 лет, за 3 недели до смерти своего младшего брата Малкольма. Причина смерти не сообщается, и неизвестно, был ли он похоронен или кремирован.

## Награды

### ARIA Awards
| Год  | Номинируемая работа | Категория      | Результат |
| ---- | ------------------- | -------------- | --------- |
| 1988 | Джордж Янг          | Зал славы ARIA | Введён    |

В мае 2001 года Австралазийская правовая ассоциация (APRA) провела опрос среди представителей музыкальной индустрии, чтобы определить «10 лучших и наиболее значимых австралийских песен за последние 75 лет». В опросе «Friday on My Mind» заняла первое место, и на церемонии вручения музыкальных наград APRA в 2001 году You Am I исполнили эту песню с Вандой в качестве приглашённого гитариста.
На музыкальной премии ARIA в 2005 году группа Easybeats, включая Янга и Ванду, была включена в Зал славы.

## Продюсирование
- Стив Райт
- AC/DC
- Джон Пол Янг
- The Angels
- Rose Tattoo
- Flash and the Pan
- Ted Mulry Gang
- Marcus Hook Roll Band